# Zdzisław Filipiak
Zdzisław Filipiak (ur. 6 listopada 1947) – polski bokser, dwukrotny wicemistrz Polski.
Boksował w wadze półśredniej (do 67 kg). Wystąpił w niej na mistrzostwach Europy w 1969 w Bukareszcie, lecz przegrał pierwszą walkę z mistrzem olimpijskim Manfredem Wolke z NRD.
Dwukrotnie był wicemistrzem Polski w 1968 i 1969 (oba razy przegrał w finale z Sylwestrem Kaczyńskim).
W 1969 wystąpił w reprezentacji Polski w meczu ze Szwecją, przegrywając walkę w wadze lekkośredniej (do 71 kg).
Zwyciężył w Turnieju Przedolimpijskim Polskiego Związku Bokserskiego i Trybuny Ludu w 1967.